# Monolito de Tlaltecuhtli
El monolito de Tlaltecuhtli es una escultura mexica, que representa a dicha deidad de la tierra. Fue hallado el 2 de octubre de 2006 y es la obra artística más grande en tamaño hallada a la fecha manufacturada por los mexicas, seguida de la Piedra del Sol y del Monolito de Coyolxauhqui. Fue hallado en el Centro Histórico de la Ciudad de México en el predio conocido como Casa de Las Ajaracas. Gracias a técnicas actuales de restauración, fue posible salvar parte de su policromía original y se ha considerado la posibilidad de que sea la cámara mortuoria del tlatoani Ahuízotl.

## Características

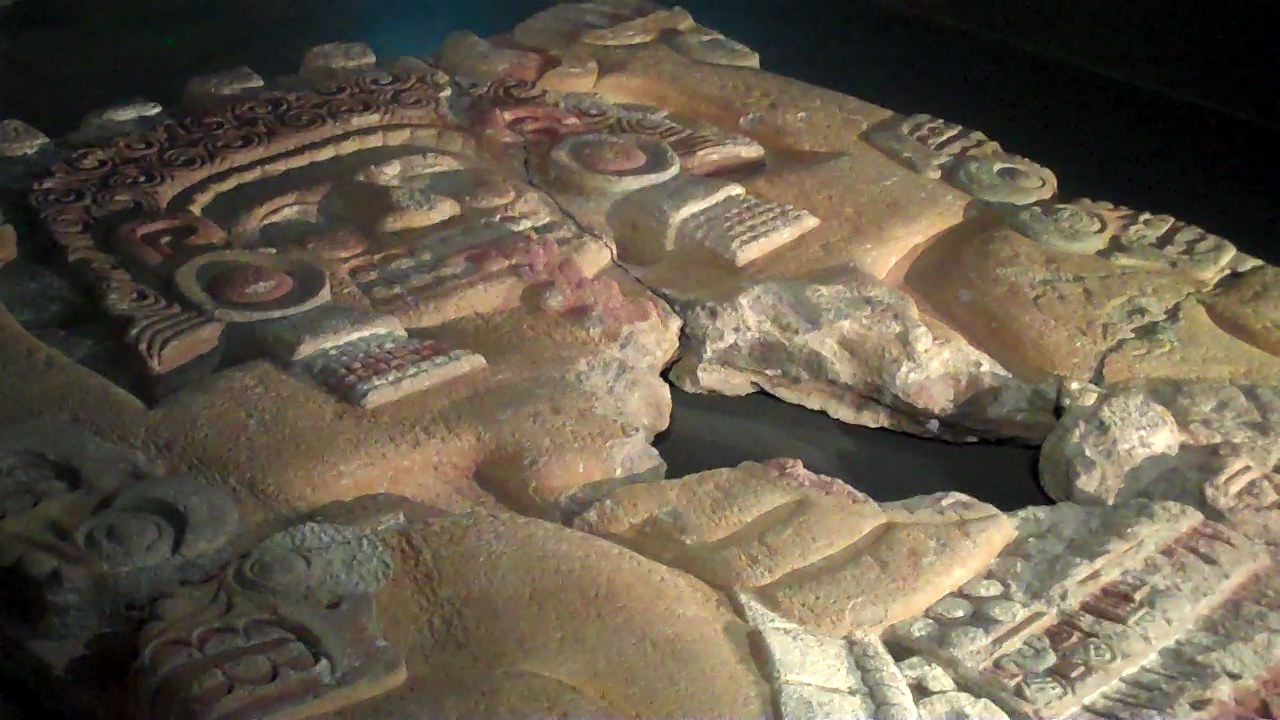
Recibió un tratamiento especial para conservar sus colores originales.

El monolito es una pieza tallada en andesita de lamprobolita, roca volcánica extrusiva de tonalidades rosáceas y violáceas, traída del cerro de Tenayuca, mide 4,17 por 3,62 metros, un espesor de 38 centímetros y un peso estimado de 12 toneladas. Representa a la deidad dual (dios-diosa) mexica Tlaltecuhtli, alumbradora y devoradora de los seres humanos, de la que se cree su culto estuvo reservado a la clase sacerdotal. Fue realizada durante la última fase de los mexicas, entre 1502 y 1521.

## Hallazgo
A un costado de la zona arqueológica del Templo Mayor de los mexicas, se encuentra el predio de 272 metros cuadrados adyacente a la Casa de las Ajaracas, en el que el Gobierno del Distrito Federal planteó un proyecto y convocó a un concurso arquitectónico para edificar la casa y oficinas del alcalde de la ciudad. La esquina es particularmente rica en hechos históricos, siendo parte del principal recinto ceremonial mexica y el punto fundacional de la nueva Ciudad de México, ya que en esa intersección de las actuales calles República de Guatemala y República de Argentina fue donde el alarife español Alonso García Bravo inició la traza de la Ciudad de México, además de situarse a unos metros el Palacio del Marqués del Apartado construido por Manuel Tolsá.
Debido a críticas diversas, el proyecto de la sede de la casa del alcalde se modificó a que el ahora llamado Conjunto Ajaracas contendría el Centro de las Artes de los Pueblos Indígenas. Iniciadas obras de cimentación, finalmente el 2 de octubre de 2006 el hallazgo del monolito de Tlaltecuhtli modificó el proyecto hasta resolver construir en el predio tres recintos: el Archivo Fotográfico de la Ciudad de México, una nueva sede del Archivo Histórico de la Ciudad de México y un Museo en donde se exhibirá el monolito así como los objetos que han sido hallados in situ.